# Retinite pigmentosa
Retinite pigmentosa é uma doença genética dos olhos que causa perda de visão. Os sintomas mais comuns são dificuldade em ver à noite e diminuição da visão periférica. Os sintomas vão-se manifestando de forma gradual. À medida que a visão periférica se vai agravando, as pessoas podem começar a ver em túnel. No entanto, a cegueira total é pouco comum.
A retinite pigmentosa é geralmente herdada de um dos pais. Estão envolvidas mutações em mais de 50 genes. O mecanismo subjacente envolve a perda progressiva de bastonetes na retina, a que geralmente se segue a perda de cones. O diagnóstico tem por base um exame ocular à retina, pelo qual se pode observar a presença de depósitos de pigmento escuro. Em alguns casos podem ser realizados exames complementares, como uma eletrorretinografia, exames de campo visual ou exames genéticos.
Não existe cura para a retinite pigmentosa. As medidas de tratamento incluem a utilização de dispositivos para baixa visão, como lupas, o uso de lanternas portáteis para circular em espaços pouco iluminados ou adquirir um cão-guia. Os suplementos de  palmitato de vitamina A podem ter utilidade para atrasar a progressão da doença. Em alguns casos graves, uma prótese visual pode ser uma opção. Estima-se que a condição afete 1 em cada 4000 pessoas. O início da doença ocorre geralmente durante a infância, mas algumas pessoas não são afectadas até à idade adulta.